# Célestin Nanteuil
Célestin Nanteuil (1813-1873) fue un pintor, litógrafo e ilustrador francés.

## Biografía
Nacido en 1813 en Roma, hijo de padres franceses, fue pintor, litógrafo e ilustrador. Vinculado al Romanticismo en su primera etapa, terminó cultivando la pintura de género. Fue discípulo de Ingres y colaboró entre otras, con la publicación L'Artiste. Nanteuil, que fue ilustrador de una edición publicada por Francisco de Paula Mellado de Don Quijote de la Mancha, en 1855, falleció en Marlotte en 1873.